# Río Vizcarra

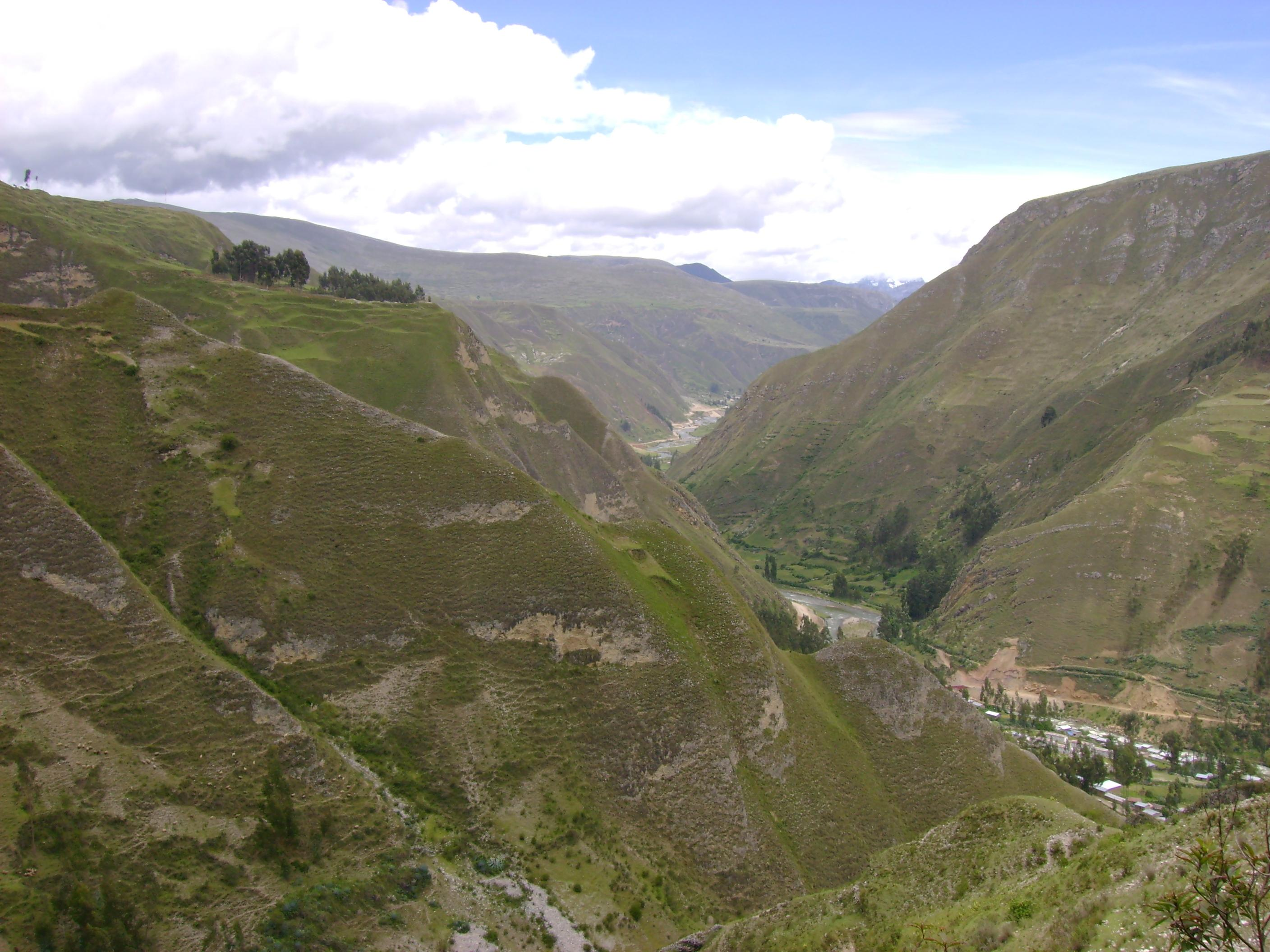
El río Vizcarra en su recorrido por la Provincia de Dos de Mayo desde la carretera La Unión - Huánuco Pampa, al fondo la Cordillera de Huallanca.

El río Vizcarra se ubica en la sierra norte del Perú, recorriendo las zonas adyacentes de los departamentos de Ancash y Huánuco. También se le conoce con el nombre de Orgomayo.

## Origen
Nace en los glaciares del flanco oriental de la Cordillera de Huallanca en Ancash. De recorrido noreste atraviesa los poblados de Huallanca (Ancash) y de los distritos de Rípan y de La Unión. Forma parte de cuenca hidrográfica del río Marañon pues es el principal afluente en la provincia de Dos de Mayo de este río uniéndose en el norte de la provincia, próximo al puente Tingo Chico en las cercanías de la localidad de Chuquis.

## Geografía
El recorrido de este río es accidentado en todo su curso puesto que sus estrechas riberas están bordeadas por elevadas montañas, que le dan forma de un cañón. A su paso por la provincia de Dos de Mayo en la Región Huánuco constituye la separación entre las localidades de Ripán y La Unión.
El Vizcarra y el Marañón configuran el terreno dándole forma de un embudo, cuya punta es la desembocadura del primero al segundo.
En la localidad de Huallanca, en su margen izquierdo de ubica la S.S.E.E del Vizcarra.